# The War on Drugs
I The War on Drugs sono un gruppo musicale indie rock statunitense formatosi nel 2005 ed originario della Pennsylvania.

## Storia del gruppo
Adam Granduciel, dopo il trasferimento dalla California a Filadelfia (Pennsylvania), incontra Kurt Vile, con cui inizia a scrivere dei pezzi e ad esibirsi dal vivo. A questo riguardo Vile dirà: "Adam è stata la prima persona che ho incontrato quando sono tornato a Filadelfia nel 2003. Io ero ossessionato da Bob Dylan al tempo e su questo ci siamo subito trovati in sintonia. Abbiamo iniziato a suonare assieme e lui si è aggregato alla mia band, The Violators. In seguito io mi sono unito ai The War On Drugs.".

### Wagonwheel Blues(2005–2008)
Il gruppo si forma ufficialmente nel 2005 con la pubblicazione di una demo: ai due membri originari del gruppo si aggiungono il batterista Kyle Lloyd, Dave Hartley come bassista e Charlie Hall all'organo. Con questa lineup, il gruppo pubblica l'EP Barrel Of Batteries gratuitamente nel 2008, succeduto poco dopo dall'album d'esordio intitolato Wagonwheel Blues sotto l'etichetta Secretly Canadian.
A seguito del pubblica l'album, Kurt Vile abbandona la band volendo concentrarsi maggiormente sulla sua carriera da solista assieme ai suoi The Violators. A ciò seguono alcuni cambiamenti nella formazione con l'abbandono dal gruppo anche di Charlie Hall e Kyle Lloyd ma con l'arrivo del batterista Mike Zanghi.

### Slave Ambient(2009–2012)
In questo periodo il gruppo si mette al lavoro su alcuni pezzi per il secondo album ma nel 2010 anche Mike Zanghi lascia la band, venendo rimpiazzato da Steven Urgo con l'aggiunta del tastierista Robbie Bennett. Nell'ottobre 2010 viene pubblicato l'EP Future Wheather (prodotto da Granduciel e pubblicato nei formati 12" e digitale) mentre ad agosto 2011 esce il secondo LP intitolato Slave Ambient. Successivamente la band si imbarca in un lungo tour americano fino al 2012 quando Steven Urgo viene sostituito da Patrick Berkery come nuovo batterista. Il rimpiazzo di Berkery è però temporaneo infatti poco dopo torna in pianta stabile Charlie Hall.

### Lost In The Dream(2013–2015)
Il 4 dicembre 2013, la band annuncia l'imminente uscita del terzo disco in studio intitolato Lost In The Dream prevista per marzo 2014. Nel mentre, al quartetto composto da Granduciel, Hartley, Bennet e Hall si aggiungono Jon Natchez al sax e Anthony LaMarca come chitarrista/tastierista. Una settimana prima dell'uscita del disco, il gruppo esegue tutte le canzoni in esso contenute per il sito NPR's First Listen e viene eletto disco del mese per agosto 2014 da Vinyl Me, Please. Il terzo lavoro viene acclamato dalla critica come uno dei migliori album del 2014, piazzandosi al secondo posto secondo Mojo's, American Songwriter's, musicOMH's, Stereogum's e The Guardian's nelle rispettive classifiche dei migliori dischi dell'anno.

### A Deeper UnderstandingeLive Drugs(2015–2020)
Nel giugno 2015, la band firma un contratto per due album con l'etichetta Atlantic Records. Il giorno del Record Store Day 2017 (fissato per il 22 aprile), il sestetto rende disponibile un nuovo singolo intitolato Thinking Of A Place (prodotto da Granduciel e Shawn Everett). Alcuni giorni dopo viene annunciato un tour per il Nord America e Europa rivelando anche che l'uscita del nuovo album è imminente. Il 1º giugno esce il secondo singolo chiamato Holding On e viene rivelato il titolo del nuovo album ovvero A Deeper Understanding, disponibile dal 25 agosto. Holding On viene scelta inoltre per far parte della colonna sonora del celebre videogioco FIFA 18 di EA Sports. Il tour per il 2017 inizia a settembre a Filadelfia, la casa natale della band, e si conclude a novembre in Svezia.
Nel mentre, A Deeper Understanding riceve recensioni entusiaste da tutta la critica di settore, venendo inoltre nominato come International Album of the Year agli UK Americana Awards del 2018 e vincendo un Grammy Award come Miglior Album Rock.
Dopo un periodo ricco di numerosi concerti e festival in giro per il mondo, il 20 novembre 2020 esce Live Drugs, primo album live contenente le registrazioni tratte dal tour di A Deeper Understanding.

### I Don't Live Here Anymore(2021–presente)
A giugno 2021, la band annuncia l'uscita prevista per il 29 ottobre del quinto album in studio intitolato I Don't Live Here Anymore. In concomitanza con l'annuncio del nuovo disco, viene pubblicato anche il primo singolo ovvero Living Proof, assieme alle prime date del tour previsto per il 2022. Il 15 settembre esce anche il secondo singolo con lo stesso nome dell'album (I Don't Live Here Anymore) mentre il 26 ottobre esce il terzo brano estratto dal disco chiamato Change.

## Discografia

### Album in studio
- 2008 – Wagonwheel Blues
- 2011 – Slave Ambient
- 2014 – Lost In The Dream
- 2017 – A Deeper Understanding
- 2021 – I Don't Live Here Anymore

### Album dal vivo
- 2020 – Live Drugs

### EP
- 2007 – Barrel Of Batteries
- 2010 – Future Weather